# Диполд фон Айхелберг
Диполд фон Айхелберг (на немски: Diepold Graf von Aichelberg; † 1318/10 ноември 1334) е граф на Айхелберг в област Гьопинген в Баден-Вюртемберг. Произлиза от швабския род фон Берг на графовете на Берг-Шелклинген.

## Произход и наследство
Той е вторият син на граф Диполд фон Меркенберг и Айхелберг († 1268/7 март 1270) и съпругата му Агнес фон Хелфеншайн († сл. 1296), внучка на граф Лудвиг I фон Шпитценберг († сл. 1200), дъщеря на Еберхард III фон Хелфенщайн († сл. 1229). Внук е на граф Енгино фон Айхелберг († 1250/1259) и праправнук на граф Диполд фон Кьорш-Айхелберг († сл. 1220). Прапраправнук на граф Улрих I фон Берг († 1209) и на Диполд II фон Берг-Шелклинген († 1160/1165). Майка му Агнес фон Хелфеншайн се омъжва втори път за Валтер фон Урбах († сл. 1273).
Роднина е на Хайнрих фон Берг, епископ на Пасау и Вюрцбург († 1172/1197), на Диполд фон Берг, епископ на Пасау († 1190), Ото II фон Берг, епископ на Фрайзинг († 1220), и на Манеголд фон Берг, епископ на Пасау († 1215).
Брат е на Егино фон Айхелберг († сл. 25 юли 1278), граф Улрих фон Айхелберг и Меркенберг († 1298/5 юли 1314), Удилхилд фон Айхелберг († сл. 1304), омъжена за граф Фридрих I фон Цолерн-Шалксбург († 1302/1309), и на Луитгард фон Айхелберг († сл. 30 март 1356), омъжена за Бруно II фон Кирхберг († сл. 1356).
През 1150 и 1200 г. е построен замък на графовете фон Айхелберг. През 1330 г. замъкът и селото Айхелберг отиват на графовете фон Кирххайм. През 1334 г. собствеността на графовете фон Айхелберг е продадена на граф Улрих III фон Вюртемберг. Родът фон Айхелберг измира най-късно до 1500 г.

## Фамилия
Диполд фон Айхелберг се жени за фон Рехберг († сл. 1303), дъщеря на Улрих II фон Рехберг († 1326) и фон Лимпург († сл. 1274/1300), дъщеря на Валтер II Шенк фон Лимпург († ок. 1283) и Елизабет фон Варберг († 1287). Те имат три деца:
- Улрих фон Айхелберг († 1334/1356)
- Албрехт фон Айхелберг († 2 март 1363/15 юни 1365), женен за Гута фон Ландау (* пр. 1350; †1381/1385), дъщеря на Еберхард III фон Грюнинген-Ландау († 1373) и първата му съпруга Гута фон Гунделфинген; имат две бездетни деца:
  - Конрад фон Айхелберг († сл. 1414), женен за Ута фон Мач († 1399/1402)
  - Анна фон Айхелберг († 1401/1404), омъжена за Ханс Тумб фон Нойбург († 1401)
- Агнес фон Айхелберг